# Kapucinus-hangyászmadár
A kapucinus-hangyászmadár (Gymnocichla nudiceps) a madarak osztályának verébalakúak (Passeriformes) rendjébe és a hangyászmadárfélék (Thamnophilidae) családjába tartozó Gymnocichla nem egyetlen faja.

## Előfordulása
Mexikó, Belize, Costa Rica, Guatemala, Honduras, Nicaragua, Panama és Kolumbia területén honos.

## Alfajai
- Gymnocichla nudiceps chiroleuca
- Gymnocichla nudiceps erratilis
- Gymnocichla nudiceps nudiceps
- Gymnocichla nudiceps sanctamartae

## Külső hivatkozások
- Képek az interneten a fajról
- Internet Bird Collection - videók a fajról. [2009. augusztus 11-i dátummal az eredetiből archiválva].
- Xeno-canto.org - a faj hangja és elterjedési területe